# Cantone di Avesnes-sur-Helpe-Nord
Il Cantone di Avesnes-sur-Helpe-Nord era una divisione amministrativa dell'arrondissement di Avesnes-sur-Helpe.
È stato soppresso a seguito della riforma complessiva dei cantoni del 2014, che è entrata in vigore con le elezioni dipartimentali del 2015.
Comprendeva parte della città di Avesnes-sur-Helpe e i comuni di:
- Bas-Lieu
- Beugnies
- Dompierre-sur-Helpe
- Dourlers
- Felleries
- Flaumont-Waudrechies
- Floursies
- Ramousies
- Saint-Aubin
- Saint-Hilaire-sur-Helpe
- Sémeries
- Semousies
- Taisnières-en-Thiérache